# 花粉デビルをやっつけろ!
「花粉デビルをやっつけろ!」（かふんデビルをやっつけろ!）は、香音の1枚目のシングル。2013年2月20日にスターダスト・レコードから発売された。

## 概要
Music.jpより2013年2月9日からDVD発売に先駆けて配信された。スターダスト・レコードの第1号歌手である。PVは野々村真の自宅で撮影され、野々村夫妻と弟も共演。

## 収録曲
1. 花粉デビルをやっつけろ!（MUSIC VIDEO）
作詞・作曲・編曲：宮下浩司
タイトル通り花粉症を題材としている。
2. 花粉デビルをやっつけろ!〜香音ちゃんと踊ってみた
3. 花粉デビルをやっつけろ!〜香音ちゃん演奏してみた（ドラム）
4. 「花粉キラー『元気ボール体操』でリセット」付属DVD告知映像